# Château de Saint-Thomé
Le château de Saint-Thomé est un château situé à Saint-Thomé, en France.

## Localisation
Le château est situé sur la commune de Saint-Thomé, dans le département français de l'Ardèche.

## Historique
L'édifice est inscrit au titre des monuments historiques en 2006.